# Mecanica Ceahlău
Mecanica Ceahlău – rumuński producent maszyn rolniczych z siedzibą w Piatra Neamț.

## Historia
Firma została założona w 1921 przez Socrat Lalu. Po 5 latach fabryka zatrudniała 130 pracowników. W 1953 rozpoczęła produkcję maszyn rolniczych stając się głównym produktem fabryki. W 1972 roku wyprodukowano pierwszy rzędowy siewnik do kukurydzy i buraków, SPC6, który stał się symbolem fabryki. W 1999 Mecanica Ceahlau została sprywatyzowana i wkroczyła na nowy poziom modernizacji i dostosowywania się do potrzeb rynku.
Od 2006 roku spółka notowana jest w drugiej kategorii na Giełdzie Papierów Wartościowych w Bukareszcie z głównych udziałowców SIF Moldova (55%) i Romanian Opportunities Fund (27,3%). W celu powiększenia oferty i przyszłej modernizacji produktów, w 2003 firma zakupiła dwie licencje na pług obrotowy i agregaty uprawowe od firmy Lemken oraz na siewniki punktowe typu Tip SK od firmy Kleine.